# Романцов, Анатолий Владимирович
Анатолий Владимирович Романцов (22 мая 1936, Шебекино, Курская область, РСФСР — 21 марта 2017, Белгород, Российская Федерация) — советский партийный и государственный деятель, российский государственный деятель, председатель Белгородского облисполкома (1971—1978).

## Биография
В 1959 г. окончил Курский государственный педагогический институт.
Работал первым секретарем Шебекинского райкома ВЛКСМ, заведующим организационным отделом Шебекинского районного комитета КПСС. В 1965—1971 гг. — первый секретарь Шебекинского районного комитета КПСС. С 1971 по 1978 г. — председатель исполнительного комитета Белгородского областного Совета депутатов трудящихся.
В 1981 г. окончил аспирантуру Академии общественных наук при ЦК КПСС, кандидат исторических наук.
С 1981 по 1985 г. — в аппарате ЦК КПСС, находился в Демократической Республике Афганистан в качестве советника.
В 1985—1992 гг. — заместитель председателя Комитета народного контроля РСФСР, заместителя председателя Комитета народного контроля СССР, начальника Главного управления Контрольной палаты СССР.
В 1993—1999 гг. — заместитель главы администрации Белгородской области, с 1999 по 2007 г. — заместитель главы администрации — секретарь Совета безопасности администрации Белгородской области.
Избирался депутатом Верховного Совета РСФСР 8 и 9-го созывов.
После ухода с государственной службы — советник генерального директора ОАО «Белгородский экспериментальный завод рыбных комбикормов».

## Награды и звания
Награжден орденами Ленина, Октябрьской Революции, Трудового Красного Знамени, Дружбы народов и «Знак Почёта». 
Почётный гражданин Белгородской области.